# Acroncosa albiflavella
Acroncosa albiflavella är en fjärilsart som beskrevs av Barnes och Mcdunnough 1917. Acroncosa albiflavella ingår i släktet Acroncosa och familjen mott. Inga underarter finns listade i Catalogue of Life.